# Бряг Керд
Бряг Керд (на английски: Caird Coast) е част от крайбрежието на Източна Антарктида, в северната част на Земя Котс, простиращ се между 74°15’ и 76°30’ ю.ш. и 20° и 28° з.д. Брегът е разположен в северната част на Земя Котс, покрай източните брегове на море Уедъл, част от атлантическия сектор на Южния океан. На североизток граничи с Брега принцеса Марта на Земя кралица Мод, а на югазапад – с Брега Луитполд на Земя Котс. Крайбрежието му е заето от шелфовите ледници Бранд и Станкомб Уилс, в които се вклиняват заливите Редонда, Агуда, Халли Бей и др. Континенталната част е бронирана с дебел леден щит, над който стърчат отделни скалисти масиви и нунатаки, от които към шелфовите ледници се спускат континентални ледници – най-голям Доусън Ламптон.
Брега Керд е открит през януари 1915 г., а впоследствие изследван и топографски заснет от британската антарктическа експедиция (1914 – 16), възглавявана от Ърнест Шакълтън, който наименува новооткрития Бряг Керд в чест на Джеймс Керд (1837 – 1916 г.), промишлен магнат, математик, спонсор на експедицията.